# 波蒂尼
波蒂尼（法語：Potigny，法語發音：[pɔtiɲi] ⓘ）是法国卡尔瓦多斯省的一个市镇，属于卡昂区。

## 地理
波蒂尼（48°58'16"N, 0°14'53"W）面积4.26 平方千米，位于法国诺曼底大区卡爾瓦多斯省，该省份为法国西北部沿海省份，北濒大西洋英吉利海峡，东北与滨海塞纳省以海上边界相接，东临厄尔省，南至奧恩省，西与芒什省接壤。
与波蒂尼接壤的市镇（或旧市镇、城区）包括：邦-塔西伊、方丹勒潘、苏蒙圣康坦。

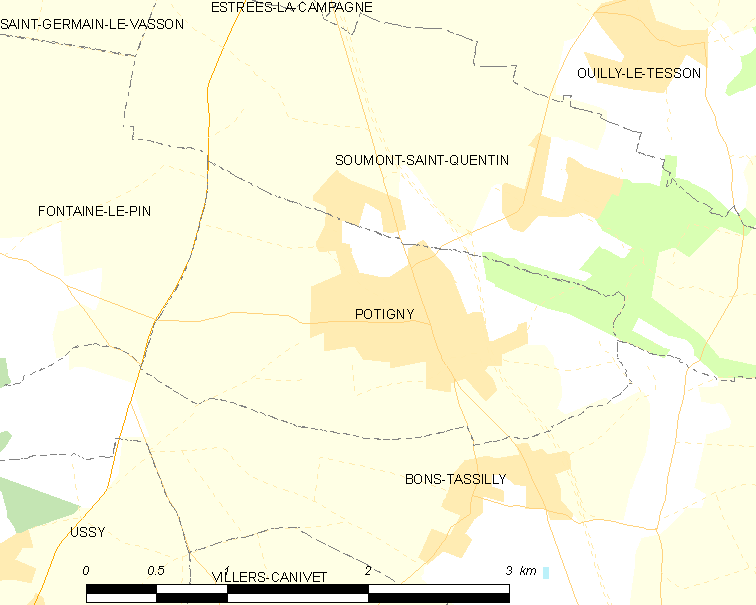
波蒂尼的OSM定位图

波蒂尼的时区为UTC+01:00、UTC+02:00（夏令时）。

## 行政
波蒂尼的邮政编码为14420，INSEE市镇编码为14516。

## 政治
波蒂尼所属的省级选区为法莱斯县。

## 人口

1962-2008年间波蒂尼人口变化图示

波蒂尼于2022年1月1日时的人口数量为2076人。